# Натуропатия

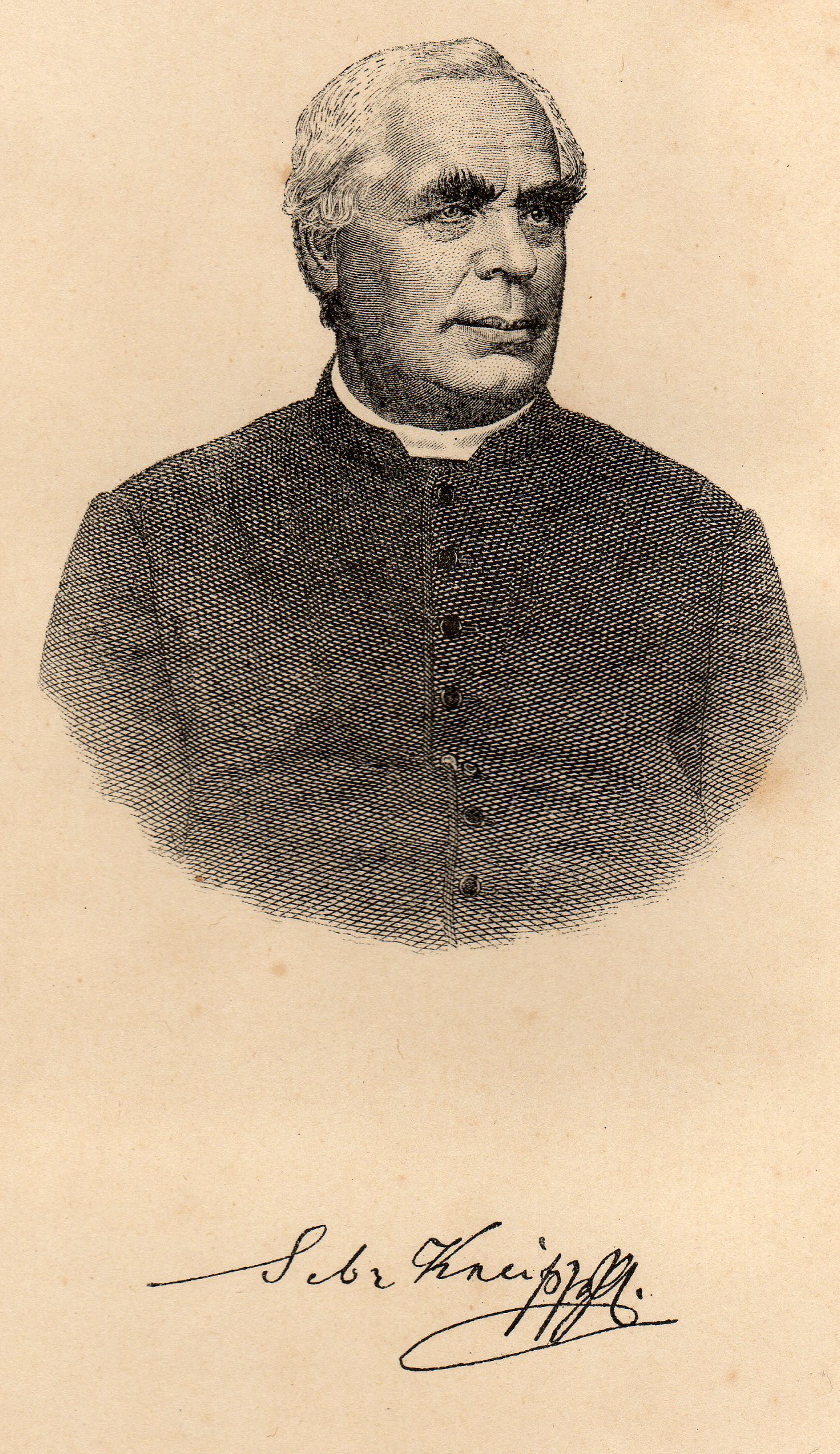
Себастьян Кнейпп — представитель натуропатии, лечивший водными процедурами

Натуропа́тия (англ. naturopathy — лечение природными средствами) — разновидность альтернативной медицины, которая основывается на вере в витализм, теорию о том, что не все процессы в живых организмах объяснимы с научной точки зрения и управляются особой естественной энергией, «жизненной силой». Система лечения и профилактики заболеваний, ссылающаяся в основном на естественные природные средства.
Натуропатия рассматривается в медицинской профессии как неэффективная и вредная. Методики натуропатии не поддерживаются медицинской наукой. Научно установлено, что методики и вещества, применяемые в натуропатии, не всегда являются более безопасными или более эффективными, чем применяемые ею методы лечения. Проверка Национальным центром нетрадиционной медицины в США показала, что ряд методов альтернативной медицины (смотрите список ниже) и многие пищевые добавки вообще не оказывают лечебного воздействия.

## Направления и методы натуропатии

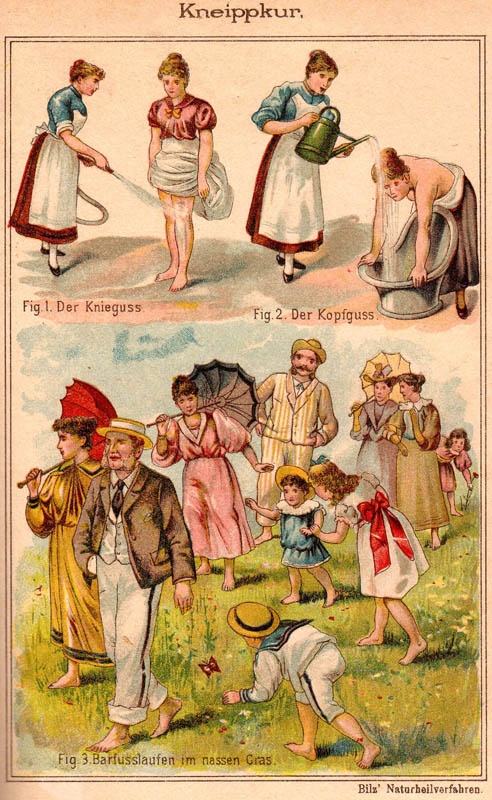
Оздоровление по Кнейппу в 19 веке

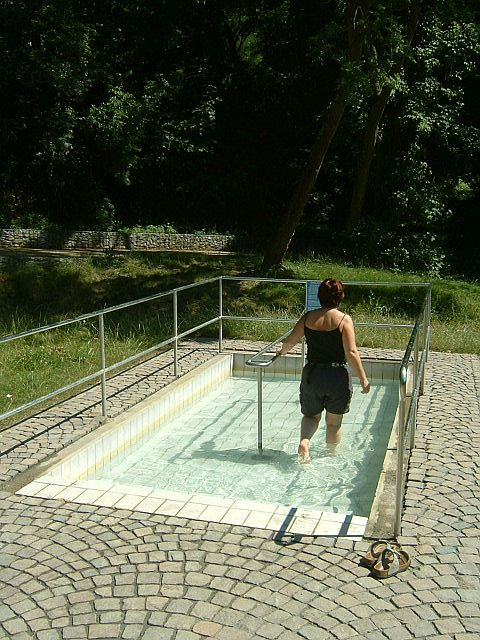
Современное приспособление для оздоровления по Кнейппу

Натуропатия основана на вере в то, что организм может исцелять себя посредством особой жизненной энергии или силы, направляющей внутренние процессы организма. Натуропаты стремятся предотвратить болезни путём снижения стресса и изменения диеты и образа жизни, часто отвергая методы доказательной медицины. Натуропаты против использования хирургии и обычных лекарств. Лечение и диагностика основаны на альтернативных методах лечения и «естественных» методах, которые, как утверждают натуропаты, способствуют естественной способности организма к лечению.
- Ароматерапия — лечение с помощью ароматических веществ.
- Аэрофитотерапия — лечение с помощью эфирных масел лекарственных растений.
- Апитерапия — лечение продуктами пчеловодства.
- Аэроионотерапия — лечение отрицательно заряженными ионами.
- Галотерапия — лечение в камере искусственного микроклимата с высокодисперсным аэрозолем хлорида натрия.
- Гелиотерапия — лечение с помощью солнечного света.
- Гомеопатия — вид альтернативной медицины, предполагающий использование сильно разведённых препаратов.
- Гидротерапия — лечение наружным применением воды.
- Гирудотерапия — лечение с использованием пиявок.
- Дендротерапия — лечение путём «общения с деревьями».
- Литотерапия — лечение камнями и минералами.
- Музыкотерапия — лечение музыкой.
- Сыроедение - лечебное питание сырыми овощами и фруктами
- Талассотерапия — лечение морскими водорослями, солями, грязями.
- Лечебное голодание — добровольный отказ от пищи, а иногда и воды.
- Фитотерапия — траволечение.
- Флоротерапия — лечение цветами.
- Фунготерапия — лечение грибами.
- Энотерапия — лечение вином.
- Бальнеотерапия — лечении минеральными водами, а также лечебными грязями (пелоидотерапия).
- Иглоукалывание — лечение с помощью введения в тело тонких игл[13].

При обращении к натуропату консультация начинается с продолжительной беседы с пациентом с акцентом на образ жизни, историю болезни, эмоциональный тонус и физические особенности, а также физическое обследование.
Многие натуропаты выступают в качестве представителей первичной медицинской помощи, и некоторые из них могут назначать лекарства, выполнять незначительные операции и интегрировать такие медицинские подходы, как диета и консультирование по образу жизни, с их натуропатической практикой. Традиционные натуропаты занимаются исключительно изменениями образа жизни.
Натуропаты обычно не рекомендуют вакцины и антибиотики.

## Применение натуральной медицины в некоторых странах
В США, Германии и Англии используются как общие для всех стран, так и специфические методы.
- В США существует пять[16] аккредитованных натуропатических школ — Университет наук здоровья в Чикаго, Иллинойс; Бриджпортский университет, Конекктикут; Юго-Западный колледж натуропатической медицины в Финиксе, Аризона; Национальный колледж натуропатической медицины в Портланде, Орегон; Бастирский университет в Сиэтле, Вашингтон — и более 1000 врачей-натуропатов. Известными представителями натуропатии в США являются Джоэл Уоллак, Питер Д'Адамо, Пол Брэгг, Герберт М. Шелтон. В США распространены различные методы, которые можно объединить в три группы[источник не указан 4250 дней]:
  - акупунктура, аюрведа, китайская традиционная медицина, гомеопатия, медицина американских индейцев;
  - диетические и растительные средства (пищевые добавки, лечебное голодание, фитотерапия, макробиотика, вегетарианство);
  - биологическая обратная связь, гипноз, технологии визуализации и воображения, кирлиановская фотография, медитация, эффект плацебо, китайская гимнастика и цигун-терапия.
- В Германии применяют традиционные методы: акупунктура, гомеопатия, очищение кишечника, диета и лечебное голодание, мануальная терапия, психологические методы (психоанализ, аутогенная тренировка, лечебный гипноз). Известным специалистом по натуропатии является Рудигер Дальке. Известным сторонником натуропатии был Эммануэль Фельке, чьи методы лечения (Felkekur) применяются на некоторых курортах Германии[источник не указан 2297 дней].
- В Англии практикуют иглоукалывание, хиропрактику, хилерство, фитотерапию, гомеопатию, лечебный массаж, гипнотерапию, остеопатию[источник не указан 2297 дней].
- В России используются традиционные методы натуропатии: гомеопатия, скипидарные ванны, иглоукалывание, гирудотерапия и другие. Известным натуропатом является А. С. Залманов, Г. С. Шаталова. Создано общество натуральной медицины[источник не указан 3080 дней][17], которое возглавляет профессор В. А. Курашвили.

## История

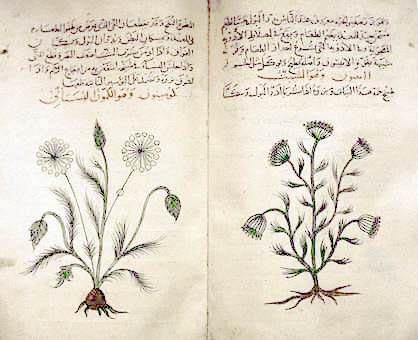
Арабский лечебник травами

Термин натуропатия ввели Бенедикт Луст и Фостер, основавшие школы натуропатической медицины соответственно в Нью-Йорке и Айдахо в начале XX века. По другому источнику — Джон Шел в 1895 году. Одним из основателей натуропатии был Себастьян Кнейпп (Германия).